# 厘取
厘取（りんどり/りんとり）とは、近世日本における徴租法の1つ。釐取とも表記し、厘別取/釐別取（りんべつどり）・高取（たかとり）・免付（めんつけ）とも呼ばれた。

## 概要
主に西国を中心として行われ、検地によって田畑屋敷地それぞれの石高を定め、全石高に所定の租率（「免幾つ何分何厘何毛」）を掛け合わせることで全体の租額（厘付（りんつけ））を決定する。土地の広狭や作物の豊凶は問わず、高に租率を掛けることで税額を定めた。例えば、村ごとの厘付を示した厘付帳に「免3つ4分5厘6毛」と書かれていた場合、その村では1石あたり34.56％の年貢米（一部は銀）を領主に納めることになっていたことを示している（税率が細かいのは石高制が籾納を前提にしていたのに対し、実際の徴収の場では玄米などによる米納が実施されていたための調整の意味を含んでいることによる）。
中世の貫高制を石高制に移行する際に考え出された方法であると言われているが、主に東国を領する領主の西国における所領などでは、東国の段取が実施された地域もあった。